# Diamina
As diaminas são substâncias orgânicas, poliaminas, em cujas moléculas existem exatamente dois grupos de -NH2 unidos a um ou dois carbonos de radicais de hidrocarbonetos. A mais sensível e conhecida é a etilenodiamina de composição H2N - CH2 - CH2 - NH2, sendo um líquido de odor semelhante ao amoníaco e que ferve a uns 116 ºC.
Exemplos incluem: 
- Diaminas com cadeias lineares de carbono

- - etilenodiamina (2 carbonos)
  - putrescina (4 carbonos)
  - cadaverina (5 carbonos)
  - hexametilenodiamina (6 carbonos)

- Outras

- - etambutol
  - fenilenodiamina

Etilenodiamina
Cadaverina
PPD (para-fenilenodiamina)